# Telcișor
Telcișor település Romániában, Erdélyben, Beszterce-Naszód megyében.

## Fekvése
Telcs mellett fekvő település.

## Története
Telcișor korábban Telcs része volt. 1956-ban vált külön településsé 949 lakossal.
1966-ban 1989 lakosából 1980 román, 4 magyar, 1966-ban 1989 lakosából 1979 román, 5 magyar, 1977-ben 1567 lakosából 1566 román, 1 magyar, 1992-ben 1295 román lakosa volt. A 2002-es népszámláláskor 1151   lakosából 1150 román, 1 magyar volt.